# استرانگلو

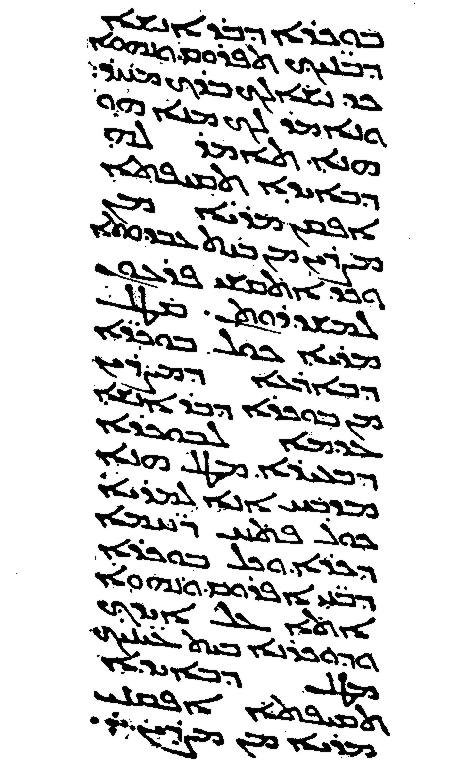
متن ترجمه سریانی کتاب خروج(آیات ۱۴ تا ۱۶ از فصل ۱۳) از عهد عتیق متعلق به سده ینجم، به خط سطرنجیلی

خط استرانجیلی، سطرنجیلی، اسطرانجلا خطی از خطوط الفبای سریانی و بهترین و شیواترین و قدیمیترین خطوط سریانی بوده‌ است، که به سریانی کلاسیک نیز موسوم است. واژهٔ سریانی ܐܣܛܪܢܓܠܐ (ʾEsṭrangēlā اِسْطْرَنگِلا) از یونانی στρογγύλη به معنی «مدور» گرفته شده است. در نوشتن اناجیل اولیه سریانی از این خط استفاده می‌شده است. مانی در نگارش آثار خود از نوعی خط تحول یافته سریانی استفاده کرده‌ است، که به خط مانوی مشهور است.

## جدول حروف سطرنجیلی
الفبای سریانی در خط سطرنجیلی از حروف زیر تشکیل شده‌است. شکل بعضی حروف مثل نون، میم و کاف در انتهای کلمه متفاوت است.
| الف  | بِت  | گیمل | دالِت | هِ   | واو | زَین | حِط  | طِت | یود | کاف |
| ܐ    | ܒ   | ܓ    | ܕ    | ܗ   | ܘ   | ܙ   | ܚ   | ܛ  | ܝ   | ܟ   |
| لامِد | میم | نون  | سِمکت | عین | ف   | صاد | قوف | رِش | شین | تاو |
| ܠ    | ܡ   | ܢ    | ܣ    | ܥ   | ܦ   | ܨ   | ܩ   | ܪ  | ܫ   | ܬ   |